# قرش أسقمري
القرش الأسقمري أو أسماك القرش البيضاء (الاسم العلمي Lamnidae)، فصيلة أسماك بحرية من رتبة القروش الحديثة. وهي قروش كبيرة وسريعة السباحة توجد في جميع محيطات العالم. ويشتق الاسم العلمي من اللغة اليونانية (Lamia، وتعني الجارحة).